# 竹原笹塚古墳
竹原笹塚古墳（たけはらささづかこふん）は、長野県長野市松代町東条にある古墳。形状は円墳。長野市指定史跡に指定されている。

## 概要
長野県北部、東条扇状地の下位斜面に築造された古墳である。これまでに発掘調査は実施されていない。
墳形は円形で、直径26メートル・高さ3.6メートルを測る。墳丘は土石混合墳丘。埋葬施設は横穴式石室で、南方向に開口する。寄棟屋根形天井の特異な合掌形石室であり、その中でも最大規模の大型石室として注目される。石室内の副葬品としては、馬具・鉄鏃・直刀細片が伝世する（長野県立歴史館保管）。
築造時期は、古墳時代後期の6世紀中葉-後半頃と推定される。合掌形石室は、長野盆地に約30基が集中する特異な石室であるが、多くは大室古墳群に見られるような小型の箱式石棺タイプである。大型の横穴式石室タイプは本古墳・桑根井空塚古墳・菅間王塚古墳（現在は埋没）が知られる程度で、箱式石棺タイプから横穴式石室タイプへの変遷を考察するうえで重要視されるとともに、年代を推定できる遺物が出土した点でも特筆される古墳になる。
古墳域は1967年（昭和42年）に長野市指定史跡に指定されている。

## 埋葬施設

石室俯瞰図

石室展開図

埋葬施設としては横穴式石室が構築されており、南方向に開口する。寄棟屋根形天井を持つ合掌形石室である。石室の規模は次の通り。
- 石室全長：6.8メートル
- 玄室：長さ5.4メートル、幅1.8メートル（奥壁）
- 羨道（現状）：長さ1.4メートル、幅1.2メートル

羨道部は一部破壊のうえで積み直しが認められる。石室の基部には30センチメートル程度の石材を1・2段横長に据え、その上に玄室奥壁から1枚、玄室右側壁から4枚、玄室左側壁から3枚、羨道左右から1枚の板石を内傾させて合掌形に組み合わせる。玄室床面にはこぶし大から人頭大の石塊を敷き詰める。また羨道から玄室には框石を境として1段下がる（上がり框構造）。石室内面には赤色顔料の塗布が認められる。

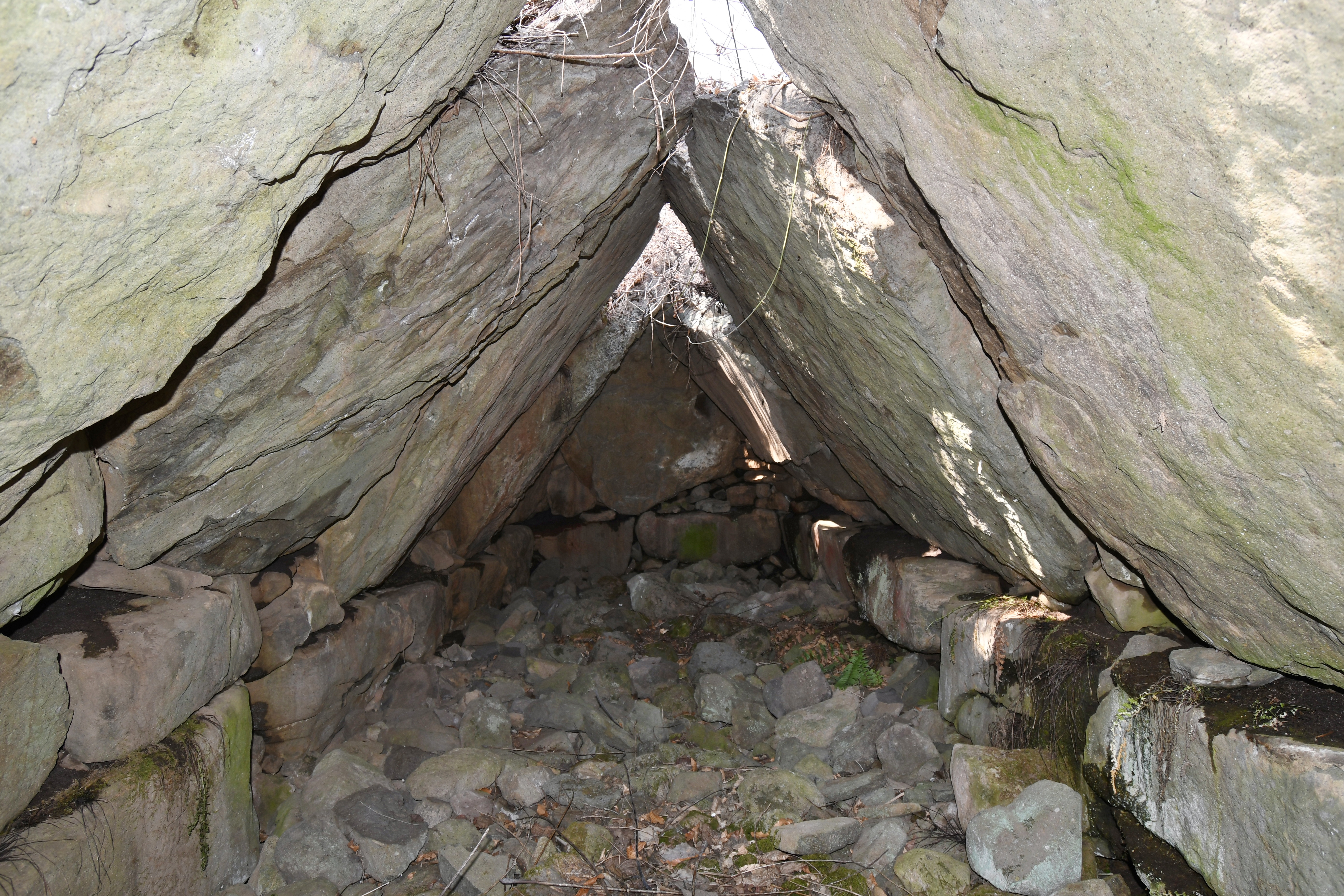
内部（奥壁方向）
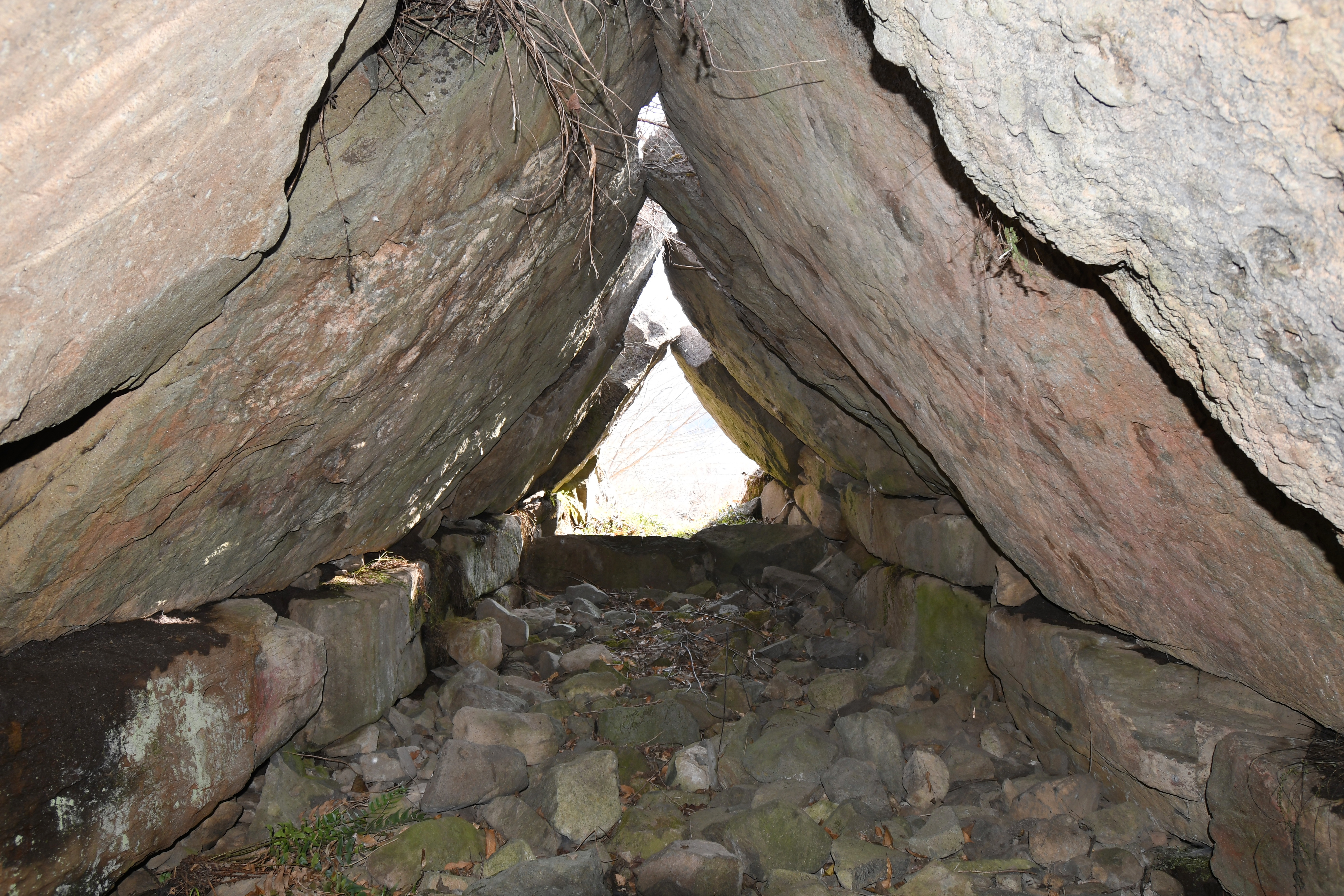
内部（開口部方向）
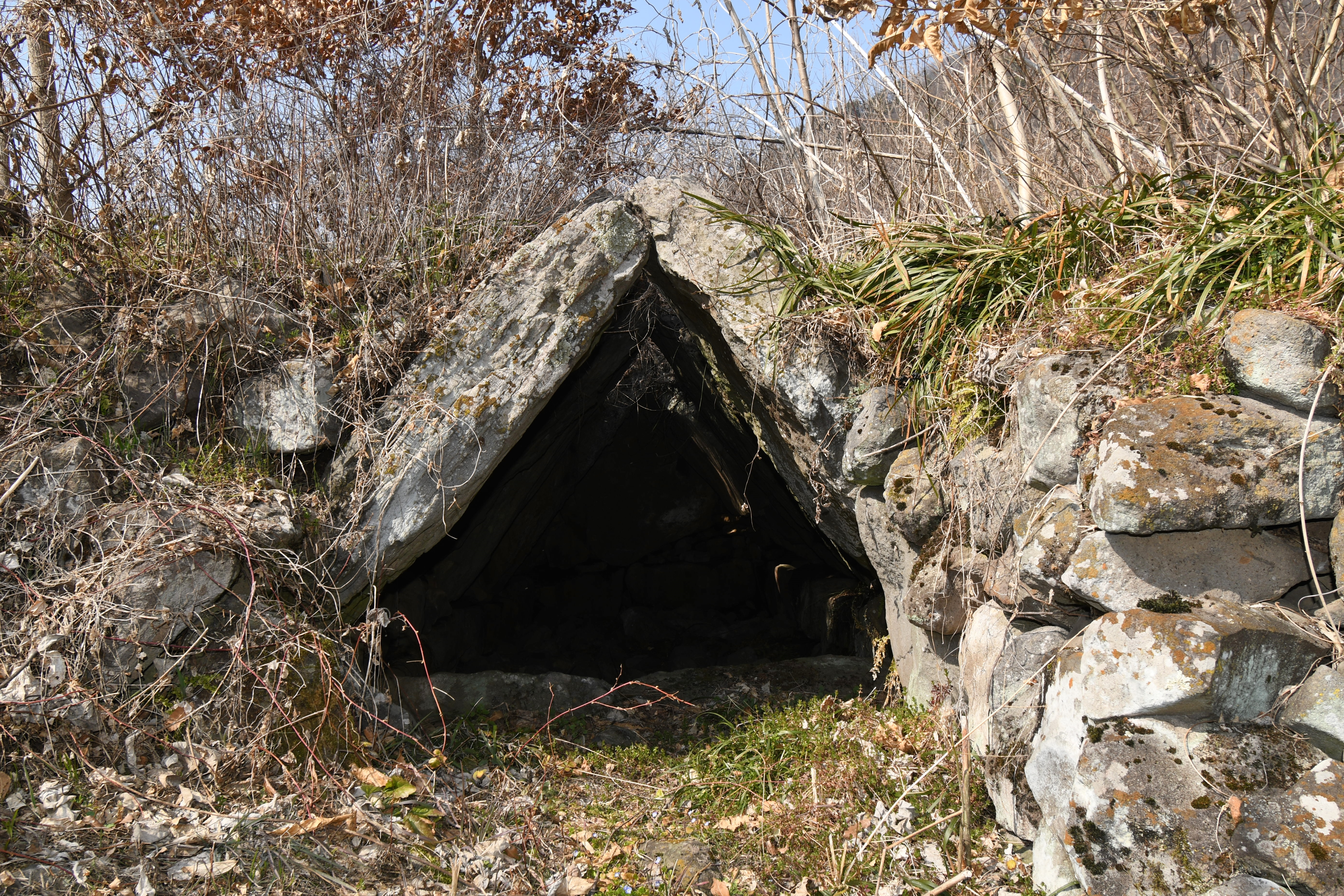
開口部

## 文化財

### 長野市指定文化財
- 史跡
  - 竹原笹塚古墳 - 1967年（昭和42年）11月1日指定[2][3]。

## 関連文献
（記事執筆に使用していない関連文献）
- 松尾昌彦「善光寺平南部の飾り馬具 -長野市竹原笹塚古墳例を中心として-」『比較考古学試論 筑波大学創立十周年記念考古学論集』雄山閣出版、1987年。